# Drapeau et armoiries du canton d'Obwald
Le drapeau et les armoiries obwaldiennes sont des emblèmes officiels du canton d'Obwald.

## Histoire et signification

Ancien drapeau du canton d'Obwald (et d'Unterwald) jusqu'en 1816.

Bannière de Sang

Le premier drapeau d'Obwald était un simple drapeau rouge en haut et blanc en bas et remonte au 13e siècle. Mühlemann rapporte que la première description connue est celle d'Albrecht de Bonstetten  (*1442/43; † vers 1504), historien, humaniste et illustrateur. Ces armoiries et ce drapeau représentaient alors l'intégralité du territoire d'Unterwald constitué aujourd'hui des cantons de Nidwald et d'Obwald. En effet, lorsque les Unterwaldiens décidèrent en 1150 de former deux administrations distinctes, Obwald garda seul le drapeau, les sceaux, la préséance et, comme le rapporte Adolphe Gauthier, « le droit de désigner le banneret unique pour tout le canton ».
La clé, quant à elle, ne fit son apparition qu'en 1729-1731 sur le fronton du Parlement cantonal mais l'écu de gueules et d'argent, sans la clé, fut utilisé par les autorités cantonales jusqu'en 1816. La légende raconte qu'en 398, le pape Anastase I et l'empereur de 14 ans Flavius Honorius, menacés d'être tués par les Goths d'Alaric, furent sauvés par les guerriers d'Unterwald. Gauthier, dans son livre, raconte: « En récompense, le pape leur accorda le droit de porter comme insignes les propres armes du Saint-Siège, savoir la clef, sur leur bannière rouge et sur leur sceau. L'authenticité de cette légende fut attestée par le pape Jules II dans sa bulle de 1512. Nous n'avons pas besoin d'insister sur le peu de probabilité du fait qu'elle raconte, pour donner aux armes une origine beaucoup plus logique. Le canton est sous le vocable de saint Pierre ; l'église de Stans, ancien chef-lieu de tout l'Unterwald, est consacrée à cet apôtre ; on a donc pris pour armoiries son emblème, c'est-à-dire la clef ».
On suppose que le rouge proviendrait de la Bannière de Sang du Saint-Empire romain germanique et puisque le Canton d'Uri portait déjà le jaune, le blanc fut ajouté au drapeau. 
Ce drapeau rouge et blanc fut d'ailleurs le point de départ d'un conflit non armé mais politique entre les Unterwaldiens et les autres cantons : après la guerre de Bourgogne remportée par les Confédérés alliés aux Soleurois, lorsque ces derniers manifestèrent leur envie de rejoindre la Confédération suisse en 1476, les Unterwaldiens, refusant que Soleure ait le même drapeau qu'eux, votèrent contre l'entrée du canton de Soleure dans la Confédération en 1481.
Si les deux cantons avaient leur propre organisation interne, à l'extérieur de leurs frontières, seul le Canton d'Unterwald était reconnu. On prit alors soin de représenter les deux parties du canton sur les armoiries et le drapeau, à savoir la double clé de Nidwald, de l'un à l'autre sur le champ coupé gueules et argent d'Obwald.
Ce n'est que depuis 1816 que le Canton d'Obwald est représenté par les armoiries actuelles. C'est avec la décision de la Diète fédérale ayant siégé à Zurich le 8 août 1816 qu'une décision fut prise concernant les armoiries d'Unterwald, décrivant ainsi par la même occasion les armoiries d'Obwald et réglant le conflit vexillologique entre Obwald et Nidwald.

## Descriptions

### Description vexillologique
La description vexillologique du drapeau obwaldien est « Coupé de rouge et de blanc à la clé de l'un l'autre, le panneton dirigé vers la hampe ».

### Description héraldique
La description héraldique des armoiries du canton d'Obwald est « Coupé de gueules et d'argent à la clé de l'un dans l'autre ».

## Drapeau et armoiries du Canton d'Unterwald

Anciennes armoiries du canton d'Unterwald, au 17e &.

Le Canton d'Obwald est souvent représenté en dehors du canton avec le Canton de Nidwald dans une entité appelée Canton d'Unterwald. Le drapeau a été réalisé après un conflit vexillologique entre les deux cantons, en 1815 au retour de Nidwald dans la Confédération des XXII cantons. La décision portant sur les armoiries (et le drapeau) est contenue dans le Recueil officiel de la Diète fédérale en p. 44 des 8 et 12 août 1816.
La description héraldique de ces armoiries est « Parti, au 1 coupé gueules et argent à la clef de l'un à l'autre posée en pal, son panneton en chef tourné à dextre, qui est d'Obwalden. Au 2 de gueules à la clef d'argent à double tige en pal, son double panneton en chef, qui est de Nidwalden ».

## Autre représentation vexillologique et héraldique
Le drapeau est également décliné sous forme d'oriflamme, soit en queue de pie, soit en base plate. L'oriflamme des cantons reprenant le drapeau cantonal dans sa partie supérieure et les couleurs cantonales dans la partie inférieure est appelée un drapeau «complet». 

Drapeau complet obwaldien.
Drapeau complet unterwaldien.

## Utilisation et mention
Le drapeau et les armoiries sont identiques. La clef a toujours le panneton tourné vers le haut et en direction de la hampe.
Les armoiries se retrouvent sur les plaques d'immatriculation arrières de véhicules enregistrés dans le canton d'Obwald.

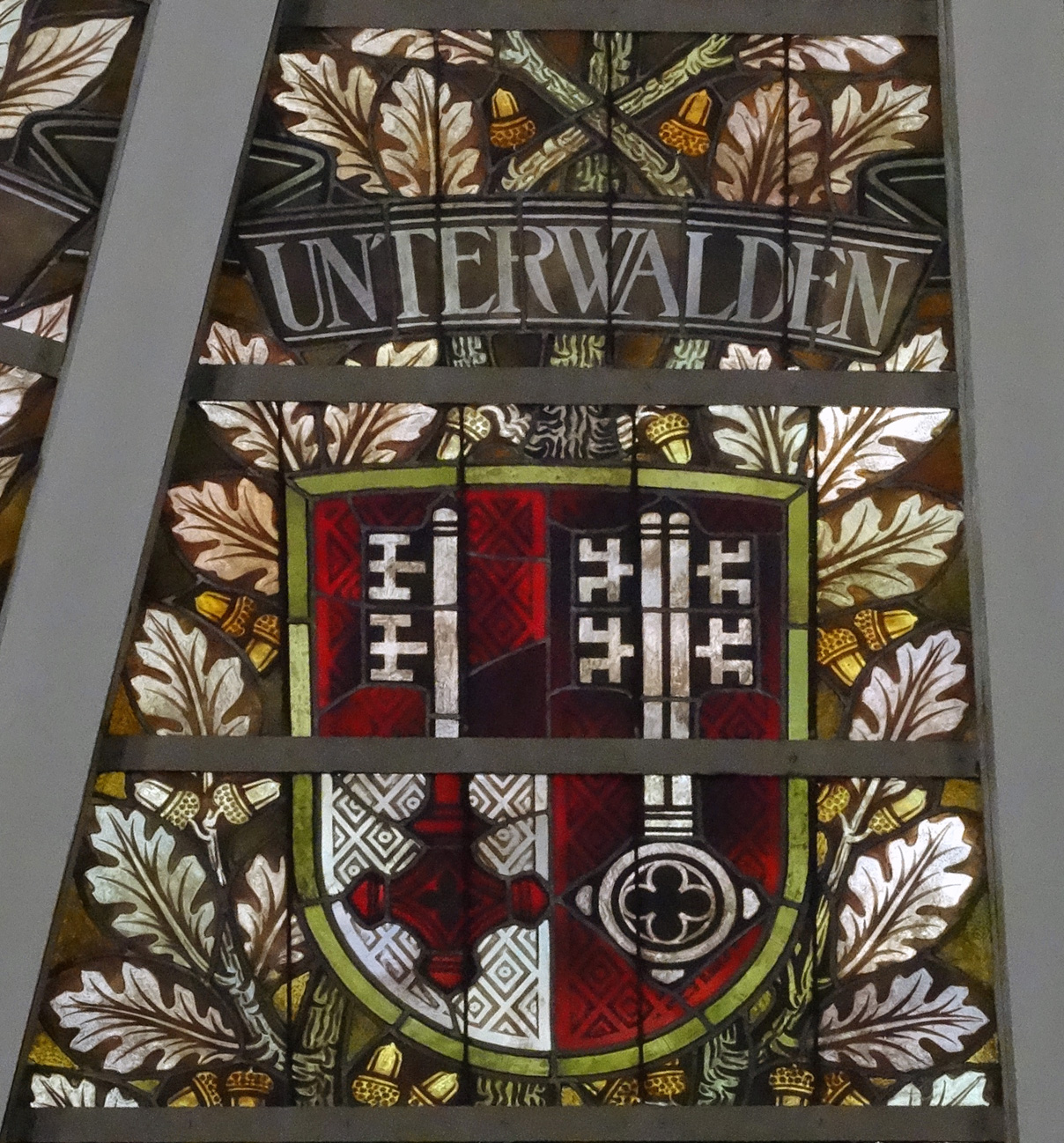
Vitrail des armoiries d'Unterwald sur la coupole du Palais fédéral.
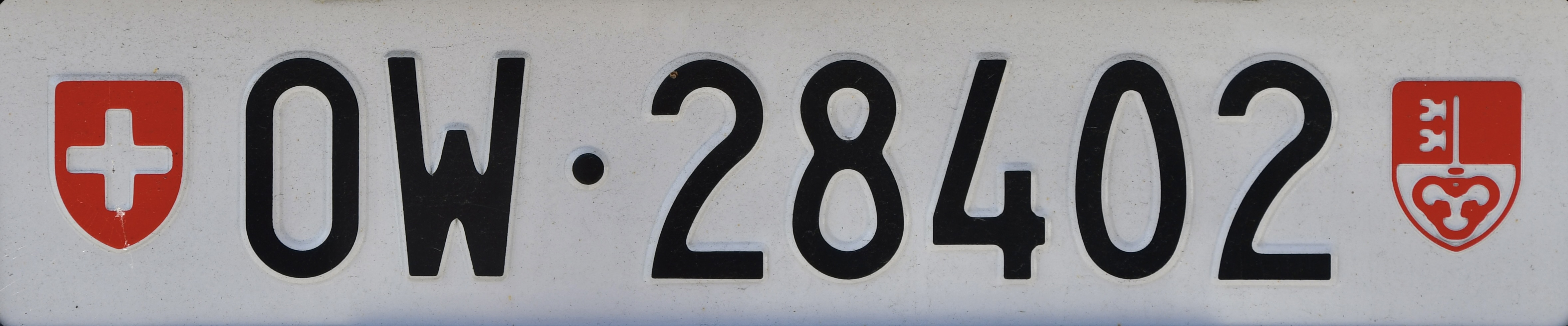
Plaque d'immatriculation arrière obwaldienne.